# Acropoma japonicum
Acropoma japonicum är en fiskart som beskrevs av Günther, 1859. Acropoma japonicum ingår i släktet Acropoma och familjen Acropomatidae. Inga underarter finns listade i Catalogue of Life.

## Bildgalleri

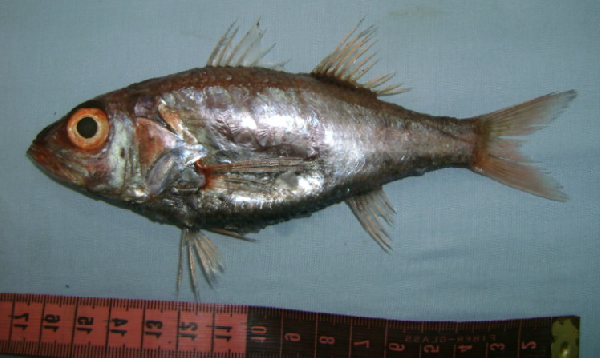
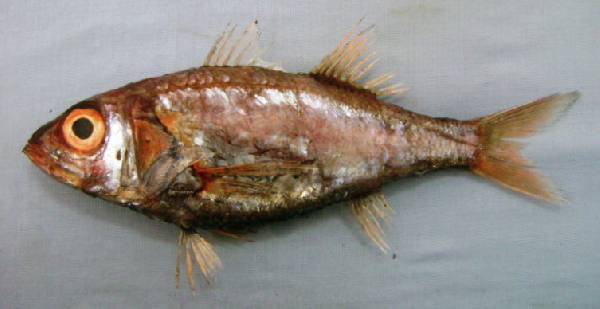